# ベストゴルフ (NHK)
ベストゴルフはNHK教育テレビ『趣味講座』および『趣味百科』で放送されていた趣味講座番組。

## 第1期
- 放送期間：1982年10月5日 - 1983年3月29日
- 放送時間：火曜19:30-20:00／日曜17:00-17:30
- 講師：杉本英世

放送リスト
1. 1982年10月5日 ゴルフは楽し
2. 1982年10月12日 ドライバー 1
3. 1982年10月19日 ドライバー 2
4. 1982年10月26日 ドライバー 3
5. 1982年11月2日 パー5の攻め方 1
6. 1982年11月9日 フェアウェイウッド 1
7. 1982年11月16日 フェアウェイウッド 2
8. 1982年11月23日 ロングアイアン 1
9. 1982年11月30日 ロングアイアン 2
10. 1982年12月7日 パー5の攻め方 2
11. 1982年12月14日 ミドルアイアン 1
12. 1982年12月21日 ミドルアイアン 2
13. 1982年12月28日 パー4の攻め方 1
14. 1983年1月4日 ゴルフの魅力
15. 1983年1月11日 パー4の攻め方 2
16. 1983年1月18日 ショートアイアン 1
17. 1983年1月25日 ショートアイアン 2
18. 1983年2月1日 ショートアイアン 3
19. 1983年2月8日 バンカーショット 1
20. 1983年2月15日 バンカーショット 2
21. 1983年2月22日 パッティング 1
22. 1983年3月1日 パッティング 2
23. 1983年3月8日 パー3の攻め方 1
24. 1983年3月15日 パー3の攻め方 2
25. 1983年3月22日 ナイスショットへの道 1
26. 1983年3月29日 ナイスショットへの道 2 総復習レッスン

## 第2期
- 放送期間：1983年10月4日 - 1984年3月27日
- 放送時間：火曜19:30-20:00／日曜17:00-17:30
- 講師：杉本英世

放送リスト
1. 1983年10月4日 スイングの基本 1スイングとは何か?
2. 1983年10月11日 スイングの基本 2 ストロンググリップのスイング
3. 1983年10月18日 スイングの基本 3 スクェアグリップのスイング
4. 1983年10月25日 ドライバー 1 ティーショットの基本
5. 1983年11月1日 ドライバー 2 ティーグラウンドでの実践レッスン
6. 1983年11月8日 フェアウェイウッド 1 フェアウェイウッドの基本
7. 1983年11月15日 フェアウェイウッド 2 フェアウェイウッドのケーススタディ
8. 1983年11月22日 ロングアイアン ロングアイアンの基本
9. 1983年11月29日 ミドルアイアン 1 ミドルアイアンの基本スイング
10. 1983年12月6日 ミドルアイアン 2 ジャック・ニクラウスと語る 1
11. 1983年12月13日 ミドルアイアン 3 ジャック・ニクラウスと語る 2
12. 1983年12月20日 ショートアイアン 1 ショート・アイアンの基本 ウンブローの秘密
13. 1983年12月27日 ショートアイアン 2 斜面からのショートアイアン
14. 1984年1月10日 ショートアイアン 3 斜面からのショートアイアン
15. 1984年1月17日 アプローチショット 1 三つのアプローチショット
16. 1984年1月24日 アプローチショット 2 アプローチのケース・スタディ
17. 1984年1月31日 バンカーショット 1 バンカーショットの基本
18. 1984年2月7日 バンカーショット 2 バンカーショットのケーススタディ
19. 1984年2月14日 バンカーショット 3 バンカーショットのケーススタディ
20. 1984年2月21日 パッティング 1 構え，テークバック，フォロースルー
21. 1984年2月28日 パッティング 2 パッティングのケーススタディ
22. 1984年3月6日 トラブルからの脱出 1
23. 1984年3月13日 トラブルからの脱出 2
24. 1984年3月20日 ナイスショットへの道 1
25. 1984年3月27日 ナイスショットへの道 2

## 第3期
- 放送期間：1985年4月2日 - 1985年11月26日
- 放送時間
  - 1985年4月 - 1985年11月 火曜19:30-20:00／土曜18:00-18:30
  - 1986年4月 - 1986年8月 火曜19:30-20:00／土曜18:00-18:30
- 講師：杉原輝雄

放送リスト
1. 1985年4月2日 スイングの基本 1
2. 1985年4月9日 スイングの基本 2
3. 1985年4月16日 ミドルアイアン
4. 1985年4月23日 ロングアイアン
5. 1985年4月30日 ドライバー 1
6. 1985年5月7日 ドライバー 2
7. 1985年5月14日 フェアウェイウッド 1
8. 1985年5月21日 フェアウェイウッド 2
9. 1985年5月28日 ショート・アイアン
10. 1985年6月4日 アプローチショット 左手首を返すな
11. 1985年6月11日 バンカーショット 上からたたけ
12. 1985年6月18日 パッティング 両ひじで打つ
13. 1985年6月25日 シンプル・スイングのすすめ
14. 1985年9月3日 ティグラウンドに立って
15. 1985年9月10日 ラフとディボットの打ち方
16. 1985年9月17日 林の中とクロスバンカー
17. 1985年9月24日 女性のスイング
18. 1985年10月1日 アプローチ 1 打ち上げ打ち下ろし
19. 1985年10月8日 アプローチ 2 グリーンまわりのトラブル
20. 1985年10月15日 バンカーからの寄せ
21. 1985年10月22日 ミスショット・チェック法
22. 1985年10月29日 雨・風・スタイミー
23. 1985年11月5日 ショートホール攻略法
24. 1985年11月12日 ミドルホール攻略法
25. 1985年11月19日 ロングホール攻略法
26. 1985年11月26日 プロの戦略

## 第4期
- 放送期間：1987年8月4日 - 1987年12月29日
- 放送時間
  - 1987年8月 - 1987年12月 火曜19:30-20:00／土曜18:00-18:30
  - 1988年4月 - 1988年8月 火曜19:30-20:00／土曜18:00-18:30
- 講師：倉本昌弘

放送リスト
1. 1987年8月4日 打ち上げのパー4
2. 1987年8月11日 打ちおろしのパー4
3. 1987年8月18日 ドッグ・レッグのパー5
4. 1987年8月25日 池越えのパー3
5. 1987年9月1日 左右OBのホール
6. 1987年9月8日 左足下がり，左足上がりのショット
7. 1987年9月15日 前下がり，前上がりのショット
8. 1987年9月22日 砲台グリーンの距離感
9. 1987年9月29日 ピッチ・エンド・ランのアプローチ
10. 1987年10月6日 ランニング・アプローチのコツ
11. 1987年10月13日 バンカー越えのショット
12. 1987年10月20日 女性のスイング 1
13. 1987年10月27日 女性のスイング 2
14. 1987年11月3日 フェアウエイバンカーの克服
15. 1987年11月10日 ガードバンカー 1
16. 1987年11月17日 ガードバンカー 2
17. 1987年11月24日 特殊ショット
18. 1987年12月1日 浅いラフ
19. 1987年12月8日 深いラフ
20. 1987年12月15日 パッティング
21. 1987年12月22日 トラブルショット
22. 1987年12月29日 プロのコース戦略

## 第5期
- 放送期間：1989年4月4日 - 1989年9月26日
- 放送時間：火曜19:30-20:00／土曜18:00-18:30
- 講師：岡本綾子
- 司会：野瀬正夫
- アシスタント：小田久美子

放送リスト
1. 1989年4月4日 ゴルフをやさしく
2. 1989年4月11日 スイングをつくる
3. 1989年4月18日 スイングとリズム
4. 1989年4月25日 クラブの特性
5. 1989年5月2日 ドライバー
6. 1989年5月9日 ティーグラウンドでの戦略
7. 1989年5月16日 左足上がりと左足下がり
8. 1989年5月23日 つま先上がりとつま先下がり
9. 1989年5月30日 フェアウェイウッド
10. 1989年6月6日 フェアウェイバンカー
11. 1989年6月13日 クラブ選択と距離感
12. 1989年6月20日 ラフからのショット
13. 1989年6月27日 100ヤード以内のアプローチ
14. 1989年7月4日 ランニングアプローチ
15. 1989年7月11日 ピッチエンドラン
16. 1989年7月18日 ガードバンカー 基本編
17. 1989年7月25日 ガードバンカー 応用編
18. 1989年8月1日 ショートホールのティーショット
19. 1989年8月8日 パッティング
20. 1989年8月15日 スライスとフック
21. 1989年8月22日 トップとダフリ
22. 1989年8月29日 トラブルショット
23. 1989年9月5日 ラウンドレッスン 1
24. 1989年9月12日 ラウンドレッスン 2
25. 1989年9月19日 ラウンドレッスン 3
26. 1989年9月26日 総集編 AYAKOのゴルフ

## 第6期
- 放送期間：1991年9月6日 - 1991年11月29日
- 放送時間：金曜21:30-22:00／月曜14:00-14:30
- 講師：グラハム・マーシュ

放送リスト
1. 1991年9月6日 セットアップ
2. 1991年9月13日 グリップ・アライメント
3. 1991年9月20日 テイクアウェイ スイングの始動
4. 1991年9月27日 バックスイング
5. 1991年10月4日 コンプリートスイング スイングの完成
6. 1991年10月11日 ショートアイアン
7. 1991年10月18日 ミドルアイアン
8. 1991年10月25日 ロングアイアン
9. 1991年11月1日 フェアウェイウッド
10. 1991年11月8日 ドライバーショット
11. 1991年11月15日 バンカーショット
12. 1991年11月22日 ショートゲーム
13. 1991年11月29日 コースマネージメント

## 第7期
- 放送期間：1993年1月8日 - 1993年4月2日
- 放送時間：金曜21:30-22:00／月曜14:00-14:30
- 講師：青木功

放送リスト
1. 1993年1月8日 ドライバー基本編
2. 1993年1月15日 ドライバー応用編
3. 1993年1月22日 距離のあるセカンドショット 1
4. 1993年1月29日 距離のあるセカンドショット 2
5. 1993年2月5日 ミドルアイアン
6. 1993年2月12日 ショートアイアン
7. 1993年2月19日 バンカーショット 1
8. 1993年2月26日 バンカーショット 2
9. 1993年3月5日 アプローチショット 1
10. 1993年3月12日 アプローチショット 2
11. 1993年3月19日 グリーン周りのアプローチショット
12. 1993年3月26日 パッティング
13. 1993年4月2日 実戦アドバイス

## 第8期
- 放送期間：1993年10月1日 - 1993年12月24日
- 放送時間：金曜21:25-21:55／月曜14:30-15:00
- 講師：金井清一

放送リスト
1. 1993年10月1日 ゴルフスイングとは
2. 1993年10月8日 7Iでの練習 1
3. 1993年10月15日 7Iでの練習 2
4. 1993年10月22日 ショートアイアン
5. 1993年10月29日 ロングアイアン
6. 1993年11月5日 フェアウェイウッド
7. 1993年11月12日 ドライバー
8. 1993年11月19日 バンカーショット
9. 1993年11月26日 アプローチ 1
10. 1993年12月3日 アプローチ 2
11. 1993年12月10日 パッティング／実戦ラウンド 1
12. 1993年12月17日 実戦ラウンド 2
13. 1993年12月24日 実戦ラウンド 3

## 第9期
- 放送期間：1995年1月5日 - 1995年3月30日
- 放送時間：木曜21:25-21:55／金曜14:30-15:00
- 講師：ラリー・ネルソン

放送リスト
1. 1995年1月5日 ゴルフゲームの目的
2. 1995年1月12日 ゴルフの科学 ボールの位置とスイング
3. 1995年1月19日 グリップ、スタンス、ポスチャー
4. 1995年1月26日 バックスイング
5. 1995年2月2日 ダウンスイング
6. 1995年2月9日 ショートゲーム
7. 1995年2月16日 パッティング
8. 1995年2月23日 バンカーショット
9. 1995年3月2日 トラブルショット
10. 1995年3月9日 スマートショット
11. 1995年3月16日 メーキング・ザ・ショット
12. 1995年3月23日 コース・マネージメント
13. 1995年3月30日 ラウンドアップ・レッスン

## 第10期 100切るために
- 放送期間：1996年10月3日 - 1996年12月26日
- 放送時間：木曜21:25-21:55／金曜15:30-16:00
- 講師：森口祐子、湯原信光

放送リスト
1. 1996年10月3日 自分のキャリーを知ろう
2. 1996年10月10日 自分の球筋を知ろう
3. 1996年10月17日 クラブを振ろう
4. 1996年10月24日 ティショットの考え方
5. 1996年10月31日 グリーンを目指すショット
6. 1996年11月7日 さまざまな状況からのショット 1
7. 1996年11月14日 さまざまな状況からのショット 2
8. 1996年11月21日 グリーン周りのショット
9. 1996年11月28日 バンカーショット 基本編
10. 1996年12月5日 バンカーショット 応用編
11. 1996年12月12日 パッティング
12. 1996年12月19日 練習場での効果的練習法
13. 1996年12月26日 まとめ 自分のゴルフの確立